# Люди Икс: Первый класс
«Люди Икс: Первый класс» (англ. X-Men: First Class) — супергеройский фильм 2011 года, вдохновлённый одноимённой серией комиксов издательства Marvel Comics. Это четвёртый фильм в основной серии фильмов о Людях Икс и пятый во всей серии. Режиссёром выступил Мэттью Вон и продюсером — Брайан Сингер, в главных ролях Джеймс Макэвой, Майкл Фассбендер, Роуз Бирн, Дженнифер Лоуренс, Дженьюари Джонс, Оливер Платт и Кевин Бейкон. На момент выхода он должен был стать перезапуском франшизы и противоречил событиям предыдущих фильмов; однако следующий фильм «Люди Икс: Дни минувшего будущего» ретконировал фильм в приквел к фильму «Люди Икс». Действие происходит в 1962 году во время карибского кризиса и фокусируется на отношениях между Чарльзом Ксавье и Эриком Леншерром / Магнето и происхождении их групп — Людей Икс и Братства мутантов, соответственно, когда они имеют дело с Клубом Адского Пламени во главе с Себастьяном Шоу, расистом мутантов, стремившимся к ведению ядерной войны.
Продюсер Лорен Шулер Доннер впервые подумала о приквеле, основанном на молодых Людях Икс во время производства фильма «Люди Икс 2»; продюсер Саймон Кинберг позже предложил 20th Century Fox адаптацию серии комиксов «X-Men: First Class», хотя фильм не следует комиксам. Сингер, который был режиссёром как первого, так и второго фильмов, принял участие в проекте в 2009 году, но уже в качестве продюсера и автора сюжета из-за своей работы над другими проектами. Вон, который ранее был прикреплён к фильмам «Люди Икс: Последняя битва», и «Тор», стал режиссёром, а также написал окончательный сценарий со своим партнёром Джейн Голдман. Фильм заменил приквел о Магнето, который был в разработке, но оказался в производственном аду; арбитраж Гильдии сценаристов Америки отдал должное сценаристу «Магнето» Шелдону Тёрнеру. Съёмки начались в августе 2010 года и завершились в декабре, дополнительные съёмки были завершены в апреле 2011 года. Места включали Оксфорд, пустыню Мохаве и Джорджию, а звуковые сцены были выполнены как на Pinewood Studios, так и на сценах 20th Century Fox в Лос-Анджелесе. Изображение 1960-х годов черпало вдохновение из фильмов о Джеймсе Бонде того периода.
Премьера фильма состоялась 25 мая 2011 года в театре Зигфелда, 2 июня в России и 3 июня в США. Он имел кассовый успех, став седьмым кассовым в серии фильмов, и получил положительные отзывы от критиков и зрителей, которые похвалили его актёрскую игру (особенно МакЭвоя и Фассбендера), сценарий, режиссуру, боевые сцены, визуальные эффекты и музыку. Успех фильма вновь популяризировал серию фильмов о Людях Икс с различными фильмами, включая ряд продолжений, посвящённых более молодым версиям персонажей Людей Икс: «Люди Икс: Дни минувшего будущего» (2014), «Люди Икс: Апокалипсис» (2016) и «Люди Икс: Тёмный Феникс» (2019).

## Сюжет
В 1944 году в оккупированной Польше доктор Клаус Шмидт становится свидетелем того, как юный Эрик Леншерр на расстоянии согнул металлические ворота после того, как нацистские солдаты разлучили его с матерью. В своём кабинете Шмидт предлагает Эрику сдвинуть с места металлическую монету (нацистские 5 рейхсмарок), но после нескольких попыток монета не двигается. Шмидт приводит в кабинет мать Эрика и, сосчитав до трёх, убивает её у него на глазах, позже объяснив это тем, что гнев открыл его дар. Эрик впадает в ярость и попутно убивает двух охранников, сжав на головах их металлические каски, а также производит погром в двух комнатах при помощи своей ещё плохо контролированной способности управлять металлом, и это приводит Шмидта в восторг.
В то же время в особняке в Уэстчестере, Нью-Йорк, юный Чарльз Ксавьер встречает крадущую еду девочку по имени Рэйвен, которая способна менять свой внешний облик. Обрадовавшись, что он встретил кого-то ещё, не такого, как все, Чарльз демонстрирует Рэйвен свои способности телепата и приглашает её жить в их особняке.
Спустя почти 20 лет, в 1962 году, уже взрослый Эрик Леншерр начинает выслеживать бывших нацистских преступников в Швейцарии и Аргентине, пытаясь узнать у них, где находится Шмидт. В то же время в Англии Чарльз Ксавьер заканчивает Оксфордский университет, защищает диссертацию на тему мутаций человека, а его приёмная сестра Рэйвен живёт вместе с ним и работает официанткой. В Лас-Вегасе, штат Невада, агент ЦРУ Мойра Мактаггерт осуществляет слежку за «Клубом адского пламени». Мойра проникает внутрь вслед за полковником Хендри, где видит Себастьяна Шоу (он же доктор Шмидт), Эмму Фрост, Азазеля и Риптайда во время демонстрации их способностей.
Шоу угрожает Хендри, заставляя поддержать перед командованием идею разместить ракеты «Юпитер» в Турции, после чего Азазель телепортирует его в Комитет начальников штабов США по вопросам сдерживания СССР, где он предлагает разместить ракеты. Мойра сообщает по телефону директору ЦРУ Джону Маккоуну, что Хендри был в «Клубе адского пламени», однако директор не верит ей, утверждая, что так быстро попасть в штаб из Лас-Вегаса невозможно. Мойра и её напарник решают найти специалиста по генетическим мутациям.
Мойра приезжает в Англию, где знакомится с Чарльзом Ксавьером. Вместе с ним и Рэйвен она пытается убедить ЦРУ, что мутанты существуют и Себастьян Шоу представляет угрозу. Выясняется, что он сам является мутантом — он способен поглощать и перенаправлять энергию. Это показывается на яхте Шоу в Майами, штат Флорида. Он взрывает гранату у себя в руках, поглощает её энергию путём сжатия ладоней и одним прикосновением сжигает полковника Хендри. После того, как Рэйвен демонстрирует свои способности, ЦРУ поручает своему сотруднику, имя которого не называется, заниматься вопросом мутантов. Ксавьер выслеживает местонахождение Шоу и, прибыв туда, спасает Эрика Леншерра, который также нашёл Шоу и хотел отомстить. Когда Эрик пытался догнать его подводную лодку, Чарльз убедил его, что тот может погибнуть. Вместе с Леншерром и агентом Ксавьер прибывает в секретный отдел ЦРУ под названием «Отдел Икс», где встречается с молодым учёным Хэнком Маккоем, который тоже обладает мутацией — невероятно цепкими ступнями-кистями и феноменальным интеллектом. Рэйвен начинает сближаться с Хэнком, и в разговоре о мутациях он обещает, что найдёт лекарство, которое позволит им больше не прятаться и быть нормальными. Хэнк показывает Чарльзу своё устройство — Церебро, которое вместе с телепатией Чарльза может определить местонахождение других мутантов для обучения и борьбы с Шоу. Ксавьер и Леншерр находят танцовщицу Энджел Сальвадор, таксиста Армандо Муньоза, заключённого на военной базе Алекса Саммерса и подростка Шона Кэссиди. В своих поисках они встречают Логана (камео), который сидит в баре и пьёт. Логан, не поворачивая головы, отвечает крепким выражением, едва Ксавьер и Леншерр представились.
Шоу и его команда направляются в СССР на личной подводной лодке Шоу. В пути он демонстрирует Эмме Фрост антителепатический шлем, который разработали для него советские учёные.
Мойра Мактаггерт вместе с Ксавьером и Эриком отправляются в СССР, чтобы выследить Шоу. Там они находят только Эмму Фрост с генералом. Ксавьер проникает в сознание солдата, охраняющего вход в особняк и узнаёт со слов Эммы, разговаривающей с генералом, что Шоу тут нет. Эрик говорит Ксавьеру, что Эмма Фрост — правая рука Шоу, и направляется в особняк, чтобы разобраться с ней. От неё они узнают, где находится Себастьян Шоу, а после отдают её ЦРУ. Также Ксавьеру удаётся узнать план Шоу — по его мнению, появление мутантов было ускорено началом ядерной эпохи. Поэтому он считает, что развязав ядерную войну, он сможет истребить человечество и способствовать появлению цивилизации мутантов, главой которой он станет.
Между тем, Шоу, Азазель, Риптайд атакуют Отдел Икс, где находятся молодые мутанты. Шоу предлагает им присоединиться к нему. Ангел принимает предложение, а Дарвин с Алексом пытаются спасти её, но Шоу, обладая способностью поглощать энергию, поглощает плазменный луч Алекса и убивает им Дарвина. Отдел Икс уничтожен, и Ксавьер решает переехать в свой семейный особняк, где он подготавливает мутантов, учит управлять своими способностями, а также помогает Леншерру научиться контролировать магнетизм не только при помощи гнева.

Слева направо: Профессор Икс, Банши, Хавок, Магнето и Мистик перед отправкой на место предполагаемого запуска ракет.

Тем временем Шоу убеждает советского генерала армии Волкова в том, что наиболее адекватным ответом на установку американских ракет в Турции будет установка советских на Кубе. Политбюро принимает эту идею и направляет к Кубе сухогруз «Аральское море» с ракетами и эскадру для его защиты. Президент США Джон Кеннеди сообщает в телеобращении, что страна устанавливает блокаду, чтобы сдержать СССР от установки своих ракет на Кубе.
Решив, что Шоу собирается присутствовать в точке, где американский флот попытается перехватить сухогруз, Ксавьер решает отправиться туда. В ночь перед этим Хэнк Маккой приносит Мистик лекарство, которое, по его мнению, способно излечить от мутации и сделать их внешне такими же, как все. Мистик, которая, поговорив с Леншерром и даже завязав с ним романтические отношения (как камео мы видим Ребекку Ромейн, которая играла Мистик в основной трилогии), начала гордиться своей мутацией и синей кожей, отказывается, а Хэнк принимает лекарство, которое только усугубляет его мутацию, а не уменьшает её — он покрывается синей шерстью и становится похож на зверя, после чего Алекс предлагает ему взять псевдоним «Зверь».
Прибыв на линию блокады на самолёте, управляемом Зверем и Мойрой Мактаггерт, Ксавьер и другие мутанты не обнаруживают Шоу, но замечают, что американские корабли готовы перехватить сухогруз. Им наперерез идёт советская эскадра. В это время руководство СССР передаёт на сухогруз приказ вернуться обратно, однако проникший на его борт Азазель убивает экипаж. Когда американский адмирал приказывает открыть по сухогрузу огонь, Ксавьер проникает в сознание замполита советского флагманского крейсера, и тот запускает ракету по сухогрузу.
Однако, видя, что его план провалился, Шоу запирается в зеркальном экранированном помещении на своей подлодке и начинает впитывать в себя энергию от ядерного реактора. Банши использует свои способности сонара и находит лодку Шоу, а Леншерр с самолёта поднимает её в воздух, направляя к берегу. Тем временем Риптайд, пытаясь защитить подлодку, создаёт смерч, который повреждает самолёт, и он следом за подлодкой падает на берег острова. На берегу происходит битва между мутантами Шоу и Ксавьера. Эрик направляется в подлодку, Ксавьер «следует с ним» в его подсознании. Когда Эрик проникает внутрь, происходит схватка между ним и Шоу, в процессе которой Эрик снимает шлем Шоу, не позволяющий Ксавьеру попасть в разум к Шоу. Эрик забирает антителепатический шлем Шоу, а его убивает той же рейхсмаркой, которую Шмидт попросил его сдвинуть 18 лет назад.
Тем временем руководство США приходит к выводу, что мутанты представляют опасность, и намерено их уничтожить, пока они собраны в одном месте. Их поддерживает и советское руководство. Советские и американские корабли открывают огонь по берегу, однако Магнето удаётся остановить снаряды и ракеты, затем он разворачивает их обратно. Ксавьер пытается отговорить Леншерра от уничтожения кораблей, однако тот всё же решает отомстить и отправляет ракеты в обратный путь. Ксавьер пытается ему помешать, Мактаггерт стреляет в Эрика, и когда тот пытается отразить пули, одна из них случайно попадает в спину Чарльза. Леншерр пытается помочь ему и в ярости пытается убить агента Мактаггерт, обвиняя её в случившемся, однако Чарльз говорит, что это случилось по его вине. Терзаемый угрызениями совести, Леншерр решает уйти и предлагает мутантам прекратить прятаться и последовать за ним. Мистик соглашается, к нему также присоединяются Ангел и подручные Шоу — Риптайд и Азазель.
Позже, прикованный к инвалидному креслу, Чарльз говорит Мойре, что он намерен открыть школу для детей-мутантов в своём особняке. Она обещает не раскрывать это властям. После краткого поцелуя Чарльз подносит пальцы ко лбу. Позже в ЦРУ девушка говорит, что ничего не помнит о произошедших событиях. В финальной сцене Леншерр, в новом костюме и новом шлеме, находит запертую в ЦРУ Эмму Фрост, предлагает ей присоединиться к нему, и называет себя Магнето.

## В ролях

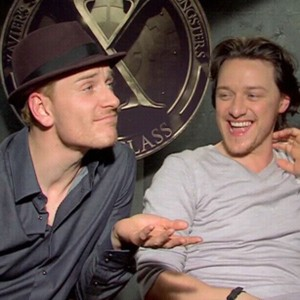
Актёры Майкл Фассбендер и Джеймс Макэвой на пресс-конференции.

- Джеймс Макэвой — Чарльз Ксавьер: мутант обладающий телепатией, лидер и основатель Людей Икс. Он является близким другом Эрика Леншерра, пока их различные взгляды на место мутантов в человечестве не создают раскол между ними. Макэвой был лучшим выбором Вона для Ксавьера, и после кастинга он прошёл прослушивание с каждым актёром, рассматриваемым на роль Магнето, чтобы проверить химию дуэта[10]. Макэвой сказал, что не читал комиксы в детстве, но добавил, что он был поклонником мультсериала «Люди Икс» с десяти лет. В то время как он описывает взрослого Чарльза Ксавьера как «монаха… бескорыстную, безэгоистную, почти бесполую силу для улучшения человечности и смертности», он говорит, что младший Ксавьер — совсем другой человек: «Это довольно весело, потому что полная противоположность — эго-подпитываемый, сексуальный эгоист. И не заходит слишком далеко, но у него определённо есть эго, и у него определённо есть сексуальное влечение»[11]. Макэвой признался, что чувствовал сходство между Ксавьером/Магнето и Мартином Лютером Кингом-младшим/Малкольмом Икс, заявив, что фильм был «вроде как встреча с ними в тот момент, когда они всё ещё узнают, кто они, и вы всё ещё видите некоторые события, которые их сформировали»[12]. Макэвой избегал каких-либо обратных звонков на игру Патрика Стюарта в роли Ксавьера, поскольку Вон сказал ему и Майклу Фассбендеру воспринимать только намёк на старую дружбу Ксавьера и Магнето в других фильмах в качестве вдохновения[13]. Вон заявил, что, поскольку он считал, что профессор Икс был «немного благочестивым, ханжески скучным персонажем, и у него слишком много чёртовой силы», сценарий сделает молодого Ксавьера более интересным, «сделав его изгоем», который станет более ответственным по мере того, как его миссия по поиску большего количества мутантов будет продолжаться[10].
  - Лоуренс Белчер — юный Чарльз Ксавьер[14].
- Майкл Фассбендер — Эрик Леншерр / Магнето: охотник на нацистских преступников и мутант, способный манипулировать металлами и генерировать электромагнитные поля. Он становится другом и союзником Ксавьера, пока их мировоззренческие разногласия не создают раскол между ними. Фассбендер прошёл прослушивание для более раннего проекта Мэтью Вона, и режиссёр вспомнил его и отправил Фассбендеру сценарий Людей Икс. Хотя Фассбендер мало знал о команде супергероев, он заинтересовался этой частью после прочтения сценария и ознакомления с Магнето в комиксах. Фассбендер, который считал Леншерра макиавеллианским персонажем, который не является ни хорошим, ни злым, смотрел выступления Иэна Маккеллена, чтобы получить вкус Магнето, но в конечном итоге решил «нарисовать новый холст» с персонажем, «просто идти своим путём и работать с тем, что есть в комиксах и сценарии»[15]. Вон сказал, что Леншер «прямо крутой; он Хан Соло, а профессор Икс — Оби-Ван Кеноби»[16][note 1].
  - Билл Милнер играет юного Эрика Леншерра, хотя изначально были использованы архивные кадры Бретта Морриса, который играл данного персонажа в том же возрасте[17].
- Роуз Бирн — Мойра Мактаггерт: агент ЦРУ, который дружит с Ксавьером и Леншером. Бирн сказала, что она не знакома как с комиксами, так и с серией фильмов, за исключением того, что «какой гигант это был». Актриса была отобрана с опозданием в производство[18], которое уже началось к тому времени, когда её выбрали на роль. Мактаггерт была описана Бирн как «женщина в мужском мире, она очень энергичная и амбициозная — знаете, у неё есть жёсткость, которая мне понравилась»[19].
- Дженнифер Лоуренс — Рэйвен / Мистик: мутант, которая может изменять форму и является другом детства Ксавьера и его приёмной сестрой, которая присоединяется к Братству мутантов Леншерра и является возлюбленной Хэнка. После участия в драме «Зимняя кость» Лоуренс вошла в кастинг «Первого класса», чтобы сделать «что-то немного легче»[20]. Несмотря на то, что она не видела ни одного из фильмов о Людях Икс, актриса посмотрела их и стала поклонницей, что заставило её принять эту роль, как и перспективу работы с Воном, Макэвоем и Фассбендером[21]. Вон сказал, что Лоуренс была выбрана, потому что «она могла бы снять сложную дихотомию, с которой сталкивается Рэйвен, когда она превращается в Мистик; ту уязвимость, которая защищает мощную внутреннюю силу»[22]. У Лоуренс были некоторые сомнения по поводу её выступления из-за Мистик в исполнении Ребекки Ромейн, так как она считала Ромейн «самым великолепным человеком в мире»[21], и чувствовала, что их исполнения были очень контрастными, чувствуя, что её образы были «сладкими и наивными», в то время как Ромен была «знойной и подлой»[22]. Актриса села на диету и должна была тренироваться в течение двух часов в день, чтобы поддерживать себя в форме[23], а для синего облика Мистики Лоуренс должен был пройти восьмичасовой процесс грима, похожий на процесс грима Ромейн в других фильмах[16]. В первый день с макияжем на верхней части тела Лоуренс появились волдыри[22].
  - Морган Лили — юная Рэйвен (10 лет): с актрисой в слипоне и наниженной для лица, на нанесения которого ушло всего полтора часа, так как подчинить ребёнка-актёра обширному макияжу было непрактично[24].
  - Ребекка Ромейн — старая Рэйвен: краткое неуказанное в титрах камео, которое Вон добавил в качестве шутки — в сценарии Рэйвен «становилась Брижит Бардо или Мэрилин Монро, как старая сексуальная икона тех времён»[25].
- Дженьюари Джонс — Эмма Фрост: чрезвычайно сильный мутант-телепат, которая также может превратить всё своё тело в твёрдую алмазную форму, что даёт ей сверхчеловеческую силу, выносливость, псионический иммунитет и долговечность за счёт использования её телепатических способностей. Она является членом Клуба Адского Пламени. До кастинга Джонс Элис Ив была предметом того, что Variety назвал «широко распространёнными интернет-сообщениями», что Ева «должна была играть Эмму Фрост, хотя сделки не было»[17]. Джонс приняла эту роль, чтобы получить что-то отличное от своей работы в сериале «Безумцы». Обнаружив, что, как и сериал, действие «Первого класса» происходит в 1960-х годах, актриса подумала: «[Фрост] так далека от Бетти и от „Безумцев“, и это происходит в то время, но это не похоже на фильм периода». Актриса описала откровенные костюмы персонажа как «безумные», сказав: «У неё довольно сильное тело, что очень пугает». Актриса заявила, что она делала только ограниченные физические упражнения, чтобы поддерживать форму, так как «Я миниатюрный человек, поэтому я не хотела начинать строгую тренировку и режим питания»[26].
- Николас Холт — Хэнк Маккой / Зверь: гениальный учёный, обладающий способностями, похожими на способности больших обезьян. Он пытается вылечить себя от того, что, по его мнению, является физически изнурительными аспектами своей мутации, но превращается в пугающее существо с синей шерстью, основанное на оборотне с атрибутами Леонина. Несмотря на свою новую внешность, он добрый и заботливый в душе. Бродвейский актёр Бенджамин Уокер ранее был выбран на роль Зверя, но в конце концов отказался от роли, чтобы сняться в бродвейском мюзикле «Bloody Bloody Andrew Jackson»[27]. Холт был выбран за то, что был «мягким и способным быть жестоким»[16], и признался, что был одновременно поклонником Людей Икс, и восторженным, когда вернулся в жанр боевиков после «Битвы титанов» и работал с актёрским составом фильма[28]. Актёру пришлось использовать макияж, нанесение которого заняло четыре часа, когда Хэнк становится Зверем, который включает в себя маску, контактные линзы, пушистый мускульный костюм и поддельные зубы[16]. Поскольку Вон хотел, чтобы Зверь выглядел более диким, чем версия, которую сыграл Келси Грэммер в фильме «Люди Икс: Последняя битва», редизайн прошёл различные тесты, которые пытались сделать Зверя не похожим на какое-либо конкретное животное, но всё равно похожим на Холта, а также с пушистым телом[29], который визажист Алек Гиллис из Amalgamated Dynamics сравнил с «что-то вроде волчьей шкуры на лице, его рук — везде». В костюмах использовался настоящий окрашенный лисий мех[24].
- Оливер Платт — Человек в чёрном: агент ЦРУ и глава Отдела X, правительственного агентства, работающего с Людьми Икс[30]. Вон рассматривал на роль своего друга Декстера Флетчера, но студия чувствовала, что в актёрском составе слишком много британских актёров[10], и сам Флетчер отказался снимать «Дикого Билла»[31].
- Джейсон Флеминг — Азазель: мутант, который обладает способностью телепортироваться, а также является членом Клуба Адского Пламени. Флеминг, который ранее рассматривался на роль Зверя в «Последней битве», сказал, что не хочет больше ролей с гримом после роли Калибоса в «Битве титанов», но сделал исключение для Азазеля, так как ему нравилось работать с Воном. Из-за обстановки холодной войны Флеминг попытался намекнуть, что Азазель — русский, чтобы частично объяснить своё удовольствие от убийства агентов ЦРУ[32]. Актёр провёл восемь недель с боевой тренировкой, особенно с мечами, и должен был пройти четырёхчасовой процесс грима, который, как и Мистик, был разработан Spectral Motion, но не включал хвост Азазеля, который был сгенерирован на компьютере[24]. Шулер Доннер считала, что проблемы с красным оттенком на коже Азазеля — «некоторые выглядели как дьявол, некоторые — как человек в красной краской» — были преодолены путём добавления шрамов, которые сделали его более человечным, глаза ярче, чем у Флеминга, и «чёрные волосы, которые, казалось, связывали всё»[29].
- Лукас Тилл — Алекс Саммерс / Хавок: мутант, который обладает способностью поглощать энергию и выделять её в виде взрывов. Продюсеры сказали Тиллу, что его прослушивание служило как для Хавока, так и для Зверя, и актёр ответил, что, несмотря на его пожизненную мечту сыграть супергероя: «Я знаю, что ты меня убьёшь, но если я получу Зверя, меня не будет в фильме. Я не буду делать грим каждый день [sic]»[33].
- Эди Гатеги — Армандо Муньез / Дарвин: мутант со способностью «реактивной эволюции». Гатеги заинтересовался ролью в фильмах о Людях Икс после просмотра «Людей Икс 2» и ранее проходил прослушивание на Агента Зеро в фильме «Люди Икс: Начало. Росомаха». Он читал для Банши во время прослушивания в «Первом классе» и узнал, что играет Дарвина только за несколько дней до съёмок. Гатеги работал и вступил в режим питания, чтобы привести себя в форму, а также исследовал комиксы о своём персонаже[34]. Все трансформации Дарвина — включая жабры, превращение его кожу в бетон — были сделаны с помощью компьютерной графики[16], с компьютерной версией Гатеги, которая могла беспрепятственно вписываться в человеческую форму и из неё[35].
- Кевин Бейкон — Себастьян Шоу / Доктор Клаус Шмидт: бывший нацистский учёный-мутант и лидер Клуба Адского Пламени, тайного общества, стремящегося захватить мир. Он обладает способностью поглощать и перенаправлять кинетическую и излучаемую энергию. Продюсер Лорен Шулер Доннер сказала, что Бейкон рассматривался на роль Шоу как актёр, который мог передать злодея «с разными оттенками, это не всегда ясно, что он плохой парень»[36]. Вон добавил, что у Бейкона «была та бравада, в которой нуждался Шоу», заявив, что актёр был его лучшим выбором наряду с Колином Фёртом[10]. Бейкон принял эту роль, так как он был поклонником фильма «Пипец», и ему понравился как персонаж Шоу, так и сценарий, который он описал как «свежий взгляд на франшизу, а также на кинокомиксы в целом»[37]. Актёр считал, что Шоу был социопатом, к которому «мораль мира не применялась», а продюсер Саймон Кинберг добавил, что Бейкон изображал его как «кого-то, кто, по его мнению, является героем фильма». Бэкон также сказал, что «помимо того, что я изображал его как своего рода тип Хью Хефнера»[36]. Вон отбросил взгляд Шоу из комиксов, так как он чувствовал, что он «выглядит как злодей „Остина Пауэрса“»[13].
- Калеб Лэндри Джонс в роли Шон Кэссиди / Банши: американский мутант, способный излучать невероятно сильные ультразвуковые крики, звуковые взрывы и звуковые волны, используемые различными способами, в том числе в качестве средства полёта. Джонс прошёл прослушивание, не зная, какого персонажа Людей Икс он задумал[38], сказав, что он прошёл прослушивание, потому что это был супергерой, который соответствовал его биотипу: «У меня рыжие волосы и веснушки, я не буду Бэтменом, Робином или Человеком-пауком[36]. Актёр также заявил, что сценарий определяет персонажа больше, чем комиксы, так как Банши прошёл через различные переосмысления. Учитывая, что Банши в комиксах связывается с Мактаггерт, Джонс также попытался „посмотреть на неё немного по-другому, знаешь, когда я могу“[38]. Поскольку Джонс страдает от акрофобии, использование буровой установки, которая должна была изобразить полёт Банши, потребовало много времени на подготовку с командой каскадёров[16].
- Зои Кравиц — Энджел Сальвадор[англ.]: мутант с крыльями стрекозы, которые находятся на её теле, обладающая кислотной слюной. Команде по гриму потребовалось четыре часа, чтобы нанести татуировку крыльев Энджел на Кравиц, команде по визуальным эффектам пришлось стереть татуировку на случай, если сцена потребует Энджел с компьютерными крыльями[35]. Чтобы изобразить полёт, Кравиц стояла на приподнятых платформах и болталась на проводах[16], иногда с вертолёта, чтобы обеспечить различные углы обзора[35].
- Алекс Гонсалес — Янош Куэстед / Риптайд[англ.]: молчаливый мутант из Клуба Адского Пламени, способный создавать мощные вихри из своих рук и тела. „Первый класс“ — это первый англоязычный фильм для Гонсалеса, который прошёл прослушивание во время занятий по английскому языку в Лондоне. Ему нравилось играть злодея, так как большинство его ролей в Испании были для „хороших парней“, и он сравнил респектабельную и вежливую личность Риптайда, которую можно внезапно бросить, чтобы совершить ожесточённые атаки, с ураганом; в переводе интервью на португальском языке он цитирует: „Когда я вижу ураган издалека, он спокоен. Единственное, что я вижу, это своего рода трубка. Но изнутри, с близкого расстояния, это действительно опасно“[39].

Кроме того, Гленн Моршауер сыграл полковника Хендри, офицера армии США, служащего Клубу Адского Пламени; Мэтт Крэйвен — директора ЦРУ Джона Маккоуина; Раде Шербеджия — российского генерала. Аннабель Уоллис сыграла Эми, молодую женщину с гетерохромией; Дон Крич — Уильяма Страйкера, отца майора Уильяма Страйкера (персонаж, который появляется в фильмах „Люди Икс 2“, „Люди Икс: Начало. Росомаха“, „Люди Икс: Дни минувшего будущего“ и „Люди Икс: Апокалипсис“); Майкл Айронсайд, Рэй Уайз, Джеймс Ремар, Брендан Фер, Деметри Горицас, Лудгер Пистор, Александр Крупа и Саша Питерс сыграли небольшие роли в этом фильме. Бет Годдард исполнила роль миссис Ксавьер. Хью Джекман повторяет свою роль Росомахи в не указанном в титрах камео в баре, говоря Ксавьеру и Леншерру „пошли вы“ после того, как они подходят, чтобы завербовать его. Джекман сказал, что принял предложение появиться, потому что „это звучало идеально для меня“, особенно для Росомахи, который был единственным персонажем с ругательством. Создатель Людей Икс Стэн Ли, который появлялся в первом и третьем фильмах и регулярно появлялся в других фильмах Marvel, объяснил, что он не смог принять участие в „Первом классе“, потому что „они сняли его слишком далеко“».

## Производство

### Разработка
Во время производства фильма «Люди Икс 2» продюсер Лорен Шулер Доннер обсудила с командой идею фильма, посвящённого молодым Людям Икс, которая была одобрена; концепция была возрождена во время производства фильма «Люди Икс: Последняя битва». Один из сценаристов «Последней битвы», Зак Пенн, был нанят для написания и режиссуры этого спин-оффа, но идея так и осталась неосуществлённой. В 2007 году Пенн объяснил, что «первоначальная идея была в том, чтобы я сделал спин-офф о молодых Людях Икс, спин-офф о молодых персонажах Людей Икс. Но кое-кто придумал очень интересную идею… это был парень, Майк Чамой, с которым мы много работали над „Людьми Икс 3“. Он придумал, как снять фильм о молодых Людях Икс, который бы вас удивил».
Примерно в то же время, в декабре 2004 года, 20th Century Fox наняла сценариста Шелдона Тёрнера для разработки спин-оффа фильма «Люди Икс», и он решил написать сценарий к фильму о Магнето, описывая его как «„Пианиста“, встречающего „Людей Икс“». По словам Тёрнера, действие написанного им сценария происходило с 1939 по 1955 год после того, как Магнето пытался выжить в Освенциме. Он встречает Ксавьера, молодого солдата, во время освобождения лагеря. Он выслеживает нацистских военных преступников, которые пытали его, и эта жажда мести превращает его и Ксавьера во врагов. В апреле 2007 года Дэвид С. Гойер был назначен режиссёром. Фильм должен был происходить в основном во флэшбеках с актёрами в возрасте двадцати лет, со старшим Магнето в исполнении Иэна Маккеллена в качестве композиционного обрамления, и некоторое использование компьютерного фейслифтинга, применённого к нему в прологе фильма «Люди Икс: Последняя битва». Маккеллен подтвердил свою готовность начать и закончить фильм. Фильм «Магнето» планировалось снять в Австралии и выпустить в 2009 году, но обстоятельства, включая забастовку Гильдии сценаристов Америки 2007—2008 годов, заставили продюсеров отменить фильм.
Когда продюсер Саймон Кинберг прочитал серию комиксов «X-Men: First Class», он предложил студии 20th Century Fox экранизировать её. Кинберг, однако, не хотел точно следовать комиксам, так как считал, что «они были недостаточно свежим с точки зрения повествования», и слишком похожи на фильмы Джона Хьюза и «Сумерки», а также потому, что продюсеры хотели экранизацию, которая представила бы новых персонажей. И Кинберг, и Шулер Доннер сказали, что хотят персонажей с внешним видом и способностями, которые ещё не показывали на экране, и которые хорошо работают как команда, даже если они не встречались в комиксах. Позже Шулер Доннер рассказала, что первоначальная идея заключалась в том, чтобы осветить «First Class» в зависимости от успеха «Люди Икс: Начало. Магнето». Этот проект добивался одобрения для съёмок в Вашингтоне, округ Колумбия, и к декабрю 2008 года Гойер сказал, что съёмки начнутся, если «Люди Икс: Начало. Росомаха» будет успешным. История была перенесена в 1962 год, Ксавьер и Магнето сражаются со злодеем.
В 2008 году Джош Шварц был нанят для написания сценария, но отказался стать режиссёром фильма. Позже в октябре 2009 года Fox обратилась к Брайану Сингеру, режиссёру первого и второго фильмов о Людях Икс. Позже Шварц сказал, что Сингер отклонил его работу так как «хотел снять совсем другой фильм», и решил написать свою собственную трактовку, которая затем была разработана в новый сценарий Джейми Мосса.
В 2009 году Иэн Маккеллен подтвердил, что не вернётся к роли Магнето в фильме «Начало», сославшись на возраст, и Шулер Доннер заявила, что фильм, возможно, никогда не будет снят, заявив, что он был «в конце очереди» в приоритетах студии. И Доннер, и Брайан Сингер заявили, что «Магнето» не будут снимать, так как сюжет «Первого класса» «заменил» сюжет запланированного фильма. Сингер отрицал использование сценария Шелдона Тёрнера для «Магнето» в качестве вдохновения для написания проекта «Первого класса», но арбитраж Гильдии сценаристов США по-прежнему приписывал Тёрнеру сюжет фильма, а сотрудничество Мосса и Шварца не было указано в титрах. Сингер установил действие фильма, когда Ксавьеру и Магнето было за двадцать, и, видя, что это было в 1960-х годах, добавил Карибский кризис, считая, что было бы интересно «обсудить эту современную концепцию в историческом контексте». Шулер Доннер предложила Клуб Адского Пламени в качестве злодеев.
Помимо Мосса, для переписывания сценария были наняты Эшли Эдвард Миллер и Зак Стенц. Миллер сравнил это с работой Сингера над первыми двумя фильмами о Людях Икс. Пара сосредоточила фильм на отношениях Ксавьера и Магнето и создала других персонажей и сюжетные линии с точки зрения «как они вписываются в напряжение между Эриком и Чарльзом». В марте 2010 года Сингер отказался от должности режиссёра из-за работы над фильмом «Джек — покоритель великанов». Он официально сменил должность режиссёра на должность продюсера.
Продюсеры перечислили различных возможных режиссёров, но сначала не рассматривали Мэтью Вона, потому что он прекратил работу над «Последний битвой». После просмотра сатирического супергеройского фильма Вона «Пипец», Кинберг решил связаться с Воном, чтобы узнать, будет ли он заинтересован в «Первом классе». Когда Fox предложила Вону «шанс перезагрузить Людей Икс и поставить на неё свою печать», он сначала подумал, что студия шутит, но согласился, обнаружив, что действие должно было быть в 1960-х годах. Режиссёр заявил, что «Первый класс» станет возможностью объединить многие из проектов его мечты: «Я получил свой торт и съел его, сумел снять фильм о Людях Икс, и о Бонде, и политический триллер Франкенхаймера одновременно». Вон подписал контракт на замену Сингера в мае 2010 года, и впоследствии Fox объявила дату выхода 3 июня 2011 года. Вон также переписал сценарий со своим партнёром по написанию сценариев Джейн Голдман, добавив новых персонажей и изменив существующие арки и динамику персонажей — например, идея любовного треугольника между Ксавьером, Магнето и Мойрой Мактаггерт была вырезана. Персонаж Санспот также был вырезан, так как режиссёр чувствовал, что «у нас не было достаточно времени или денег», чтобы заставить персонажа работать. Вон и Голдман рассматривали возможность включения упоминаний в движение за гражданские права, но в конечном итоге режиссёр почувствовал, что «у меня было достаточно политического подсюжета в этом фильме». Вон заявил, что его самая большая забота заключалась как в том, чтобы сделать дружбу Эрика и Чарльза правдоподобной, учитывая короткий промежуток времени в фильме, так и в том, как был построен персонаж Магнето — «Шоу был злодеем, но теперь вы видите, как все эти элементы Шоу идут в Магнето». Экшн-сцена, которая должна была быть установлена в сцене сна с вращательными комнатами, была отменена после выхода фильма «Начало».
Описывая свой мыслительный процесс по отношению к материалу, Вон сказал, что он был мотивирован «незаконченным делом» с Marvel, ранее участвовал в производстве как фильма «Люди Икс: Последняя битва», так и «Тора». Вон заявил, что он был более увлечён «Первым классом», чем «Последней битвой», из-за того, что не был ограничен предыдущими фильмами и у него была возможность «начать заново», в то же время «кивая» к успешным элементам из этих фильмов. Вон сравнил «Первый класс» с фильмом «Бэтмен. Начало», который возобновил франшизу с невидимым подходом, и фильмом «Звёздный путь», который отдал дань уважения исходному материалу, двигая его в новом направлении со свежим, молодым актёрским составом. Что касается преемственности, Вон сказал, что его намерение состояло в том, чтобы «создать хороший фильм, который мог бы стоять на своих ногах независимо от всех других фильмов», а также который мог бы «перезапуститься и начать совершенно новую франшизу Людей Икс». Голдман добавила, что фильм был своего рода «альтернативной историей» Людей Икс, сказав, что во время перезапуска сценаристы не хотели полностью идти «против канона трилогии Людей Икс», сравнивая с различными подходами, которые комикс имел за более чем пятьдесят лет публикации.
Фильм также возрождает центральную концепцию в комиксах, тот факт, что радиация является одной из причин генетической мутации в вымышленной вселенной Людей Икс, и включает её в сюжетную линию. Концепция не используется в предыдущие годы, потому что писатели комиксов чаще приписывали явление мутации в основном эволюции и естественному отбору.

### Съёмки

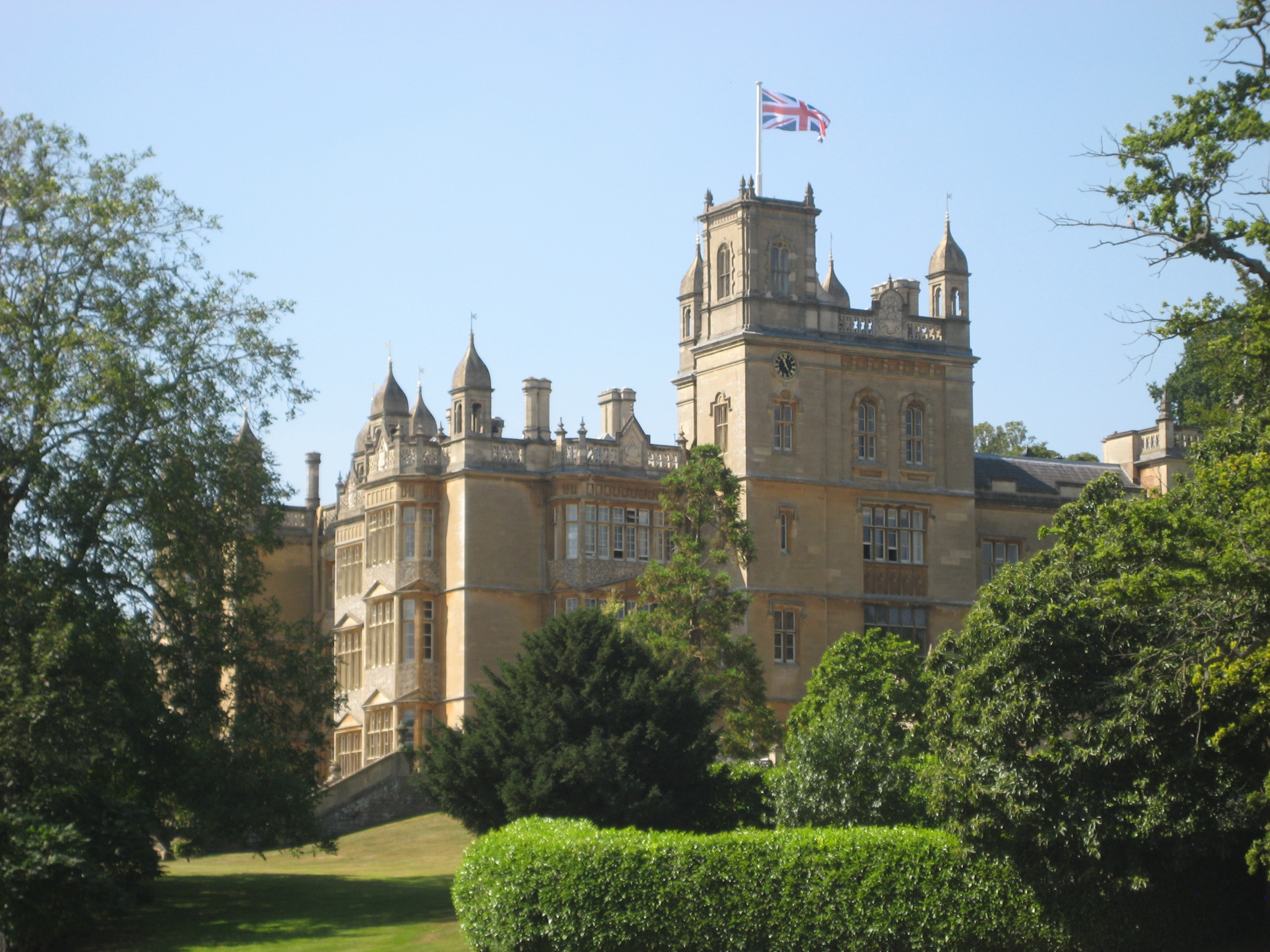
Дом Энгфилдов, который послужил особняком X.

Съёмки начались 31 августа 2010 года и длились два дня в Оксфорде, Англия, которая включала улицу Святого Алдата и некоторые здания Оксфордского университета. Затем в октябре производство было перенесено в Pinewood Studios в Ивере, и в Джорджию, включая Тайби-Айленд, Тандерболт и Саванну, после того, как были рассмотрены объекты в Луизиане, Северной Каролине и Западном Мичигане.Вместо Тайби-Айленд был выбран остров Джекилл после того, как продюсер просмотрел места на Google Earth и подумал, что вода возле Джекилла выглядела более синей. Пальмы были посажены в песке острова, чтобы он больше выглядел как тропический пляж, но из-за холодной погоды многие пальмы стали коричневыми или умерли всего через несколько дней после съёмок, что потребовало значительной цифровой цветокоррекции со стороны команды визуальных эффектов. В России состоялись дополнительные съёмки. Часть сюжета происходила в аргентинском прибрежном городе Вилья-Хесель, но была снята в другой провинции страны не с пляжем, а с горами. Вашингтон, округ Колумбия, пустыня Мохаве и звуковые сцены Фокса в Лос-Анджелесе также служили локациями. Дом Энглфилдов в Беркшире служил особняком Икс и имел внутреннее оформление, адаптированное так, как выглядел особняк в предыдущих фильмах. И подводная лодка, и Икс-Джет были построены на гидравлических наборах, чтобы их можно было вращать для движения транспортных средств.
Съёмки закончились в декабре, хотя на самом деле была снята только половина кульминации, потому что продюсеры поняли, что первоначально запланированные съёмки не сработает. Дополнительные съёмки, в основном в Калифорнии на звуковых сценах Лос-Анджелеса и Лонг-Бич, продолжались в апреле 2011 года, оставив всего три-четыре недели для пост-производства до запланированной премьеры фильма в июне. Плотный график, чтобы успеть к дате выхода, заставил Вона заявить, что он «никогда не работал под таким давлением времени». Фильм обошёлся примерно в 160 миллионов долларов, чтобы сделать его без налоговых льгот, при этом его стоимость обошлась примерно в 140 миллионов долларов.

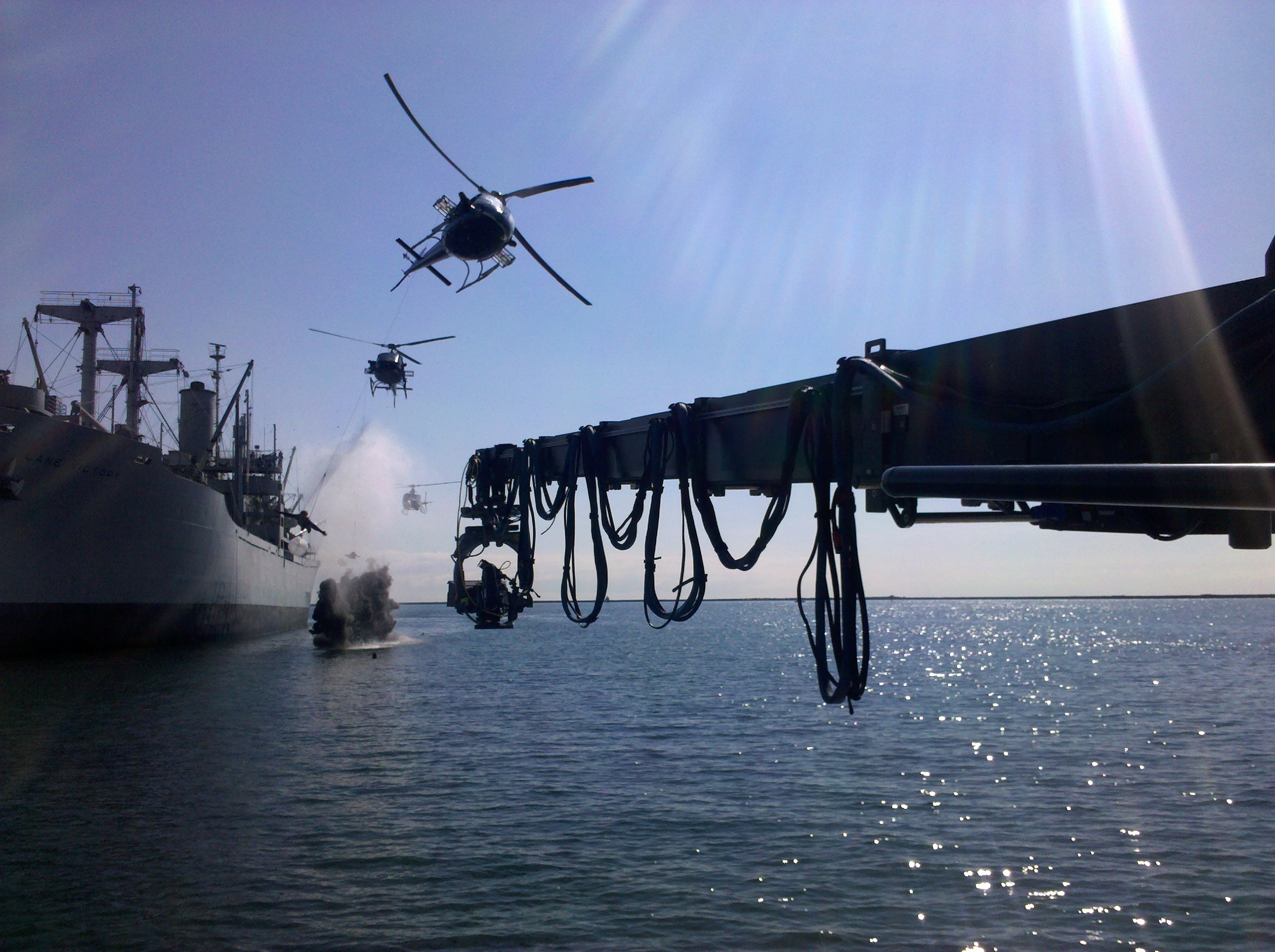
Съёмки сцен военно-морского сражения.

Сеттинг 1960-х годов, технологически вдохновлённый фильмами о Джеймсе Бонде той эпохи, также добавил к международным чувствам персонажей. Кинберг сказал, что серия оказал большое влияние на то, как они «проделали крутую работу, представляя период, в том смысле, что он всё ещё чувствовал себя мускулистым и ориентированным на действие», и Вон добавил, что Магнето был его попыткой воссоздать Бонда Шона Коннери как в стиле, так и в «плохой, очаровательной, безжалостной и сладкой» личности. Режиссёр сказал, что его цель состояла в том, чтобы «чувствовать себя как фильм о Бонде 60-х годов, но с небольшим количеством реальности, на которой это может быть основано. Я хотел, чтобы там был просто намёк на этот мир взрослеющих мутантов. Мутант в этом мире, имеющий силы, должен был быть эквивалентом вам или мне, чихать, как можно более нормально, по крайней мере, до тех пор, пока люди не начнут видеть это в первый раз». В то же время Вон попытался сделать «кровавый жёсткий баланс» современного и античного, чтобы воссоздать 1960-е годы таким образом, что это было «не настолько чуждо детям, чтобы это выглядело как старинная вещь». Режиссёр также попытался изобразить эпоху всё ещё реалистично, особенно «эту женоненавистническую атмосферу 60-х годов» с женщинами в скудных костюмах, надёжность Мактаггерт как агента ЦРУ подвергается сомнению. Есть также отсылка на 1950-е и 60-е годы в сценах, действие которых происходит в «Оксфордском университете», начиная со «сцены гетерохромии». Они находятся в пабе под названием «Орёл», рядом со знаменитым «Мостом вздохов» в Оксфорде, но такого паба нет. Похоже, это отсылка к пабу «Орёл» в Кембридже, где Крик и Уотсон печально объявили о своём решении структуры ДНК (в 1953 году), очень актуальном к темам фильма.
Вон сказал, что он снял фильм таким образом, который напоминал постановки 1960-х годов, с «очень традиционным кадром и движением камеры, когда нужно двигаться, а не просто бросать его и свистеть», и использовать анаморфированный формат «для создания широкоэкранного опыта, который является символом фильмов 60-х годов, таких как фильмы о Джеймсе Бонде». Режиссёру пришлось нанять пять операторов — при этом единственное упоминание в тирах было предоставлено Джону Мэтисону, который пришёл на полпути к съёмкам и сделал «45%, 55 %» фильма — и четыре ассистента режиссёра, чтобы успешно передать образ, который он хотел для фильма. Супервайзер по визуальным эффектам Мэтт Джонсон добавил, что для освещения цифрового интерьера Церебро, «сохраняя атмосферу 60-х годов, мы вложили некоторые элементы старой школы, такие как блики объектива, хроматическая аберрация и кромки». Эстетика десятилетия также была вызвана дизайнерами Саймоном Клоузом и Кайлом Купером из Prologue Films, которые отвечали за финальные титры и пытались сделать что-то, что «можно было бы сделать с традиционной оптикой». Анимация титров изображает нити ДНК через простые геометрические фигуры, черпая вдохновение из работ Сола Басса и Мориса Байндера в фильмах о Бонде.
История происхождения сделала костюмы Людей Икс похожими на костюмы в оригинальных комиксах, в то же время оставаясь функциональными, с жёлтыми частями, напоминающими кевлар и синими, похожими на баллистический нейлон, и напоминающими одежду 1962 года как в тканях, так и в «моде космической эры». Костюмы пытались передать характерные личности — например, Ксавьер носил свободную одежду, а костюмы Эммы Фрост были белыми и мерцающими. Костюм Магнето в конце фильма также очень напоминал оригинальную версию из комиксов, были сделаны три версии его шлема, две для головы Фассбендера и одна для Бейкона.

### Визуальные эффекты
В фильме было задействовано 1150 визуальных эффектов, сделанных шестью компаниями: Rhythm and Hues отвечала за Эмму Фрост, Мистик и Энджел, а также за расширения декораций; Cinesite занималась Азазелем, визуальными эффектами для Церебро и экологией; Luma Pictures сделала эффекты Банши, Хавока и Дарвина; Moving Picture Company сделала эффекты Зверя, Риптайда и сцену, где яхта Шоу была разрушена, и он сбегает на подводной лодке; Digital Domain создала силы Себастьяна Шоу, а Weta Digital отвечала за кульминационную битву на Кубе. Общая координация была обеспечена дизайнером визуальных эффектов Джоном Дайкстрой, который сказал, что самой большой трудностью был плотный график: «Это было чуть меньше года, и я никогда раньше не делал ничего подобного („Человек-паук“ часто был два года)». Британская компания 4dMax использовала специальные 3D-сканеры для оцифровки данных наборов и актёров, которые будут использоваться компаниями по эффектам. Это позволило получить компьютерные наборы, такие как зеркальный ядерный реактор, где Магнето сражается с Шоу, для чего команда использовала зеркальный бой лабиринта в фильме «Выход дракона» в качестве эталона, и куполообразные стены Церебро. Цифровые модели Вашингтона и Москвы также были созданы на основе фотографий реальных городов, причём российские, в частности, имеют транспортные средства и военное оборудование на основе видео Красной площади 1962 года, а цифровая армия проводит настоящий марш в советском стиле. За исключением сцен с участием актёров на кораблях (снятых на небольшом мосту) и Икс-Джета (сделано на съёмочной площадке, воспроизводящей передние две трети самолёта, который был установлен на роликовом колесе, чтобы его можно было вращать), военно-морской бой был полностью цифровым со смоделированной водой и 3D-моделями Икс-Джета в высоком разрешении, подводной лодкой Шоу и 16 военными кораблями. Конструкции были в основном основаны на реальных транспортных средствах, при этом реактивный самолёт был модифицированным SR-71 Blackbird, подводной лодкой, сочетающейся из различных моделей 1940-х и 1950-х годов, и копиями фактического флота США и СССР в 1960-х годах, хотя некоторые из них не были на вооружении в 1962 году. Конкретный советский крейсер был более крупной версией Крейсеров I и II, что заставило Weta назвать его Крейсером III. Практические эффекты всё ещё использовались, когда это было возможно, такие как наличие на месте большинства предметов, которые молодой Эрик бросает после смерти своей матери, актёры и каскадёры, болтающиеся с проводов, а также реальные взрывы и световые эффекты в качестве отсылки на лучи Хавока.
В то время как в комиксах сила Шоу была изображена тем, что он вырос до десяти раз его первоначального размера, фильм вместо этого делает то, что Digital Domain назвал «кинетическим эхом», где цифровой Кевин Бейкон был бы рябчатым, деформированным и временами умножающимся в повторяющихся «воплощениях», которые появляются в короткий период времени, чтобы «увидеть, что [Шоу] смещает и деформирует кинетический и органический способ». По словам Дайкстры, самой большой проблемой с бриллиантовым телом Фрост было изображение его «без того, чтобы она выглядела так, как будто она была сделана из Jell-O или полигональной модели человека». Преобразившаяся Фрост, которую визуальные эффекты пытались сделать больше похожим на гранёный кристалл, чем на стекло, была превращена в Джонс в пластинах живого действия, сохраняя при этом глаза и губы актрисы. Поскольку персонаж продолжал вступать и выходить из своей алмазной формы, не мог быть использован костюм для захвата движения, поэтому команда использовала как серые, так и хромированные шарики и комбинезон, покрытый зеркалами, который также служил ориентиром для освещения. Для цифровых крыльев Энджел аниматоры изучили замедленные кадры стрекоз, чтобы создать рисунок крыла реалистичным образом, и дизайнеры добавили иризации, чтобы «сделать крылья красивее». Визуальные крики Банши были сделаны через цифровую кольцевую структуру, основанную на визуализации звуковых волн, таких как шлирен-метод. В визуальном эффекте для взрывов Хавока использовались похожие кольца, сосредоточенные в лучах или кольцах света, которые затем были перемещены в мимированный бросок Тилла. Для полёта Банши команда использовала цифровые дубли только для дальних снимков, а более близкие использовали снимок Джонса в специальной лётной установке. Телепортирование Азазеля было сделано, чтобы напоминать «inky smoky effects», используемые с Ночным Змеем, который появился в фильме «Люди Икс 2» и является сыном Азазеля в комиксах. Однако, в то время как Ночной Змей оставляет только дымовой след, у команда был Азазель в сопровождении цифрового огня и дыма, «потому что он был более тесно связан с дьяволом». По словам супервайзера по эффектам Мэтта Джонсона, огонь также использовался «в качестве маски, чтобы скрыть или раскрыть тело». Поскольку видимая часть вихрей — это пыль и грязь, всасываемые ими, те, которые производит Риптайд, были сделаны Николасом Айтади похожими на «торнадо газа, сделанный из небытия». Конечный продукт был в основном практическим эффектом, сделанным из сухого льда, который был дополнен компьютерными изображениями. Команда визуальных эффектов изобразила способности Мистик немного по-другому из-за того, что это была более молодая версия, при этом «шкала немного длиннее, а трансформация немного эффектнее, чем когда она стала более зрелой Ребеккой». Для Зверя компьютерная графика изображала его обезьяноподобные ноги, сцену превращения и несколько замен лица, когда Зверь открыл рот шире, чем разрешённая маска на лице Холта.

## Музыка
Генри Джекман, который ранее сотрудничал с Воном в фильме «Пипец», написал музыку к фильму, созданную под влиянием поп-энд-рок музыки. Он также черпал вдохновение в музыкальных темах Джона Барри, которые имели музыкальный стиль «posh pop», а также создал «тему в стиле Супермена» в заключительных частях фильма. Затем тема была растянута в перерыве и использована в остальной части фильма, после указаний Вона, который чувствовал это как «триумфальную» оценку для разрозненной команды. Несколько поп-треков также были интегрированы в фильм. Оригинальный альбом был выпущен 6 июня 2011 года в цифровом формате на лейбле Sony Classical Records, а затем 4 июля 2011 года на физических носителях.

## Показ

### Кинотеатральный показ
Премьера фильма состоялась 25 мая 2011 года в театре Зигфельда в Нью-Йорке. Рекламная кампания была направлена на нетрадиционных партнёров, при этом Fox подписала соглашения с Farmers Insurance Group, BlackBerry PlayBook и армией США. Wrigley Australia выпустила издание своей жевательной резинки на тему Людей Икс.

### Выход на видео
На DVD и Blu-ray фильм был выпущен 27 сентября 2011 года в США и 31 октября в Великобритании. Релиз на видео возглавил чарты продаж в США с примерно 385 000 копиями DVD. На Blu-ray приходилось 60 процентов продаж дисков за первую неделю, что составило около 575 000 дисков. В Великобритании было продано 150 000 копий. Позже 4 октября 2016 года фильм был выпущен на 4K UHD Blu-ray.

## Реакция

### Кассовые сборы
Фильм вышел 3 июня 2011 года. В Северной Америке фильм вышел примерно на 6900 экранах в 3641 месте, дебютировав на первом месте в выходные дни с заработком в размере 55,1 миллиона долларов за три дня, в том числе 3,4 миллиона долларов при показе в пятницу в полночь. Это открытие было намного ниже, чем первые выходные фильмов «Люди Икс: Последняя битва» (102,7 миллиона долларов), «Люди Икс 2» (85,5 миллиона долларов) и «Люди Икс: Начало. Росомаха» (85 миллионов долларов), но немного выше, чем у оригинального фильма (54,5 миллиона долларов). Руководители 20th Century Fox заявили, что они достигли своей цели, достигнув примерно тех же мест, что и первый фильм о Людях Икс, и что это было отличным началом новой главы франшизы.
Фильм также вышел на 8900 местах на 74 зарубежных рынках, что принесло 61 миллион долларов в выходные, заняв третье место в зарубежном рейтинге после фильмов «Пираты Карибского моря: На краю света» и «Мальчишник 2: Из Вегаса в Бангкок». Фильм вышел на первое место в двадцати странах, причём самые крупные кассовые сборы были в Великобритании (9 миллионов долларов, включая педпоказы), Франции (7,1 миллиона долларов), Мексике (5 миллионов долларов), Южной Корее (5,4 миллиона долларов) и Австралии (5,1 миллиона долларов). Во второй уик-энд сборы упали на 56,2 %, что стало вторым самым маленьким падением во второй уик-энд после второго фильма (53,2 %) и заработал с 24,1 миллиона долларов, заняв второе место после фильма «Супер 8». За рубежом он поднялся на второе место после мультфильма «Кунг-фу панда 2» с 42,2 миллионами долларов. Фильм заработал 146 408 305 долларов США в США и Канаде и 209 млн долларов на зарубежных рынках, в результате чего общие сборы по всему миру составили 355 408 305 долларов.

### Критика
На «Rotten Tomatoes» фильм имеет рейтинг 86 % на основе 299 отзывов со средней оценкой 7,4 из 10. Критический консенсус сайта гласит: «С сильным сценарием, стильной режиссурой и мощными выступлениями из его всесторонне развитого актёрского состава, „Люди Икс: Первый класс“ — это долгожданное возвращение к форме для франшизы». На «Metacritic» фильм имеет рейтинг 65 из 100 на основе на 38 отзывов, что указывает на «в целом благоприятные отзывы». Зрители, опрошенные «CinemaScore» дали фильму среднюю оценку «B+» по шкале от «A+» до «F».
Среди крупных торговых изданий Тодд Маккарти из The Hollywood Reporter описал фильм как «дерзкий, уверенный и подпитываемый юношеской энергией», и сказал, что «режиссёр Вон впечатляюще сохраняет сильный фокус, посвящённый ясности и драматической силе… и организует хаос с похвальной согласованностью, задачей, облегчённой зарядкой, взбиванием музыки Генри Джекмана…». Джастин Чанг из Variety сказал, что фильм «чувствуется быстрым, гладким и удивительно последовательным», и что «визуальные эффекты, разработанные Джоном Дайкстрой, плавно и творчески интегрированы…» Фрэнк Лавс из Film Journal International похвалил «злобно умный сценарий с многослойной темой, которая… никогда не теряет из виду свою окончательную историю и заставляет каждую эмоциональную мотивацию переплетать, часто шокирующе играть на месте со своими персонажами».
В потребительских публикациях Лиза Шварцбаум из Entertainment Weekly похвалила «молодого, британского поп-энергетического режиссёра Мэтью Вона, поглощённого его предыдущим сотрудничеством в качестве продюсера „bloke-y larks“ режиссёра Гая Ричи», и назвала Макэвоя и Фассбендера «триумфом кастинга». У этих двоих есть, да, настоящий звёздный магнетизм, как индивидуально, так и вместе: они оба крутые и интенсивные, учтивые и незатронутые, игривые и смертельно серьёзно относятся к своей великой работе с комиксами". Питер Хауэлл из Toronto Star назвал его «блокбастером с мозгами» и сказал, что Вон «привносил такую же свежесть в этом комическом творении, как и в „Пипце“, и ему удаётся сделать это, пока привязывается к серьёзным драматическим намерениям саги».

### Награды и номинации
| Год  | Премия                                | Категория                                  | Получатели                                                                               | Результат |
| ---- | ------------------------------------- | ------------------------------------------ | ---------------------------------------------------------------------------------------- | --------- |
| 2011 | National Board of Review Awards       | Spotlight Award                            | Майкл Фассбендер (Также за фильмы «Стыд», «Опасный метод», и «Джейн Эйр»)                | Победа    |
| 2011 | Ассоциация кинокритиков Лос-Анджелеса | Лучшая мужская роль                        | Майкл Фассбендер (Также за фильмы «Стыд», «Опасный метод», и «Джейн Эйр»)                | Победа    |
| 2011 | 2011 Teen Choice Awards               | Выбор фильма: Прорывная актриса            | Дженнифер Лоуренс                                                                        | Номинация |
| 2011 | 2011 Teen Choice Awards               | Выбор фильма: Прорывная актриса            | Зои Кравиц                                                                               | Номинация |
| 2011 | 2011 Teen Choice Awards               | Выбор фильма: Злодей                       | Кевин Бейкон                                                                             | Номинация |
| 2011 | 2011 Teen Choice Awards               | Выбор фильма: Химия                        | Лукас Тилл, Дженнифер Лоуренс, Николас Холт, Зои Кравиц, Калеб Лэндри Джонс и Эди Гатеги | Номинация |
| 2011 | 2011 Teen Choice Awards               | Выбор фильма: Научная фантастика/Фэнтези   | Фильм                                                                                    | Номинация |
| 2011 | 2011 Scream Awards                    | Окончательный крик                         | Фильм                                                                                    | Номинация |
| 2011 | 2011 Scream Awards                    | Лучшая игра-крик                           | Фильм                                                                                    | Номинация |
| 2011 | 2011 Scream Awards                    | Лучший фэнтезийный фильм                   | Фильм                                                                                    | Победа    |
| 2011 | 2011 Scream Awards                    | Лучший режиссёр                            | Мэттью Вор                                                                               | Номинация |
| 2011 | 2011 Scream Awards                    | Лучшая мужская роль в фэнтезийном фильме   | Джеймс Макэвой                                                                           | Номинация |
| 2011 | 2011 Scream Awards                    | Лучшая мужская роль в фэнтезийном фильме   | Майкл Фассбендер                                                                         | Номинация |
| 2011 | 2011 Scream Awards                    | Лучшая женская роль в фэнтезийном фильме   | Дженнифер Лоуренс                                                                        | Номинация |
| 2011 | 2011 Scream Awards                    | Лучший злодей                              | Кевин Бейкон                                                                             | Номинация |
| 2011 | 2011 Scream Awards                    | Лучший супергерой                          | Джеймс Макэвой                                                                           | Номинация |
| 2011 | 2011 Scream Awards                    | Прорывное выступление: Женская роль        | Зои Кравиц                                                                               | Номинация |
| 2011 | 2011 Scream Awards                    | Прорывная производительность: Мужская роль | Майкл Фассбендер                                                                         | Номинация |
| 2011 | 2011 Scream Awards                    | Лучшее камео                               | Хью Джекман                                                                              | Победа    |
| 2011 | 2011 Scream Awards                    | Лучший ансамбль                            | Фильм                                                                                    | Номинация |
| 2011 | 2011 Scream Awards                    | Лучший кинокомикс                          | Фильм                                                                                    | Номинация |
| 2012 | People’s Choice Awards 2012           | Любимый боевик                             | Фильм                                                                                    | Номинация |
| 2012 | People’s Choice Awards 2012           | Любимый киноансамбль                       |                                                                                          | Номинация |
| 2012 | People’s Choice Awards 2012           | Любимый супергерой                         | Дженнифер Лоуренс                                                                        | Номинация |
| 2012 | People’s Choice Awards 2012           | Любимый супергерой                         | Джеймс Макэвой                                                                           | Номинация |
| 2012 | Сатурн                                | Лучший научно-фантастический фильм         | Люди Икс: Первый класс                                                                   | Номинация |
| 2012 | Сатурн                                | Лучший грим                                | Дэйв Элси, Фрэн Нидхэм и Конор О’Салливан                                                | Победа    |

## Продолжения
Успех фильма привёл к продолжению серии фильмов. Фильм «Люди Икс: Дни минувшего будущего», который является продолжением «Первого класса» и «Последней битвы», был выпущен 23 мая 2014 года. Прямое продолжение, «Люди Икс: Апокалипсис», было выпущено 27 мая 2016 года. Третье и последнее продолжение, «Люди Икс: Тёмный Феникс», было выпущено 7 июня 2019 года.